# سیارک ۱۷۱۱۸۳
سیارک ۱۷۱۱۸۳ (به انگلیسی: 171183 Haleakala، نامگذاری:2005HJ4) صد و هفتاد و یک هزار و صد و هشتاد و سومین سیارک کشف شده‌است که در ۳۰ آوریل ۲۰۰۵ کشف شد.